# Maciej Mazur (chemik)
Maciej Mazur – polski chemik, doktor habilitowany nauk chemicznych, pracownik naukowy Wydziału Chemii Uniwersytetu Warszawskiego.

## Życiorys
W 2001 r. doktoryzował się na podstawie pracy zatytułowanej Osadzanie polimerów przewodzących na elektrodach modyfikowanych samoorganizującymi się monowarstwami tiolowymi, której promotorem był prof. Paweł Krysiński, w 2011 r. uzyskał habilitację za pracę pt. Synteza matrycowa polimerów przewodzących: Od cienkich warstw do trójwymiarowych struktur. Jest profesorem uczelni na Wydziale Chemii Uniwersytetu Warszawskiego, oraz członkiem Rady Dyscypliny Naukowej – Nauk Chemicznych Uniwersytetu Warszawskiego.